# Balkanski
Balkanski (bulgariska: Балкански) är ett distrikt i Bulgarien.   Det ligger i kommunen Obsjtina Razgrad och regionen Razgrad, i den nordöstra delen av landet, 260 kilometer öster om huvudstaden Sofia.
Trakten runt Balkanski består till största delen av jordbruksmark. Runt Balkanski är det ganska glesbefolkat, med 42 invånare per kvadratkilometer.